# 岡田周造
岡田 周造（おかだ しゅうぞう、1886年（明治19年）11月8日 - 1983年（昭和58年）5月31日）は、東京府知事などを務めた内務官僚。

## 略歴
- 1886年（明治19年）11月8日 - 見目竜造の二男に生まれる。
岡田ヌイの入夫となる。
- 1914年（大正3年） - 東京帝国大学英法科を卒業。高等文官試験に合格。
警視庁警部、静岡県理事官、愛知県理事官、復興局書記官、内務省事務官、内務省書記官、地方局財務課長を歴任。
- 1931年（昭和6年）11月9日 - 1931年（昭和6年）12月8日 - 千葉県知事を務める。
- 1931年（昭和6年）12月18日 - 1933年（昭和8年）8月4日 - 山口県知事を務める。
- 1933年（昭和8年）8月4日 - 1935年（昭和10年）1月15日 - 長野県知事を務める。
途中、内務省地方局長を務める。
- 1936年（昭和11年）3月13日 - 1938年（昭和13年）6月24日 - 兵庫県知事を務める。
- 1938年（昭和13年）6月24日 - 1941年（昭和16年）1月7日 - 東京府知事を務める。
- 1949年（昭和24年）8月13日 - 総理府奄美群島復興審議会委員となる。後に、会長となる。
- 1950年（昭和25年）8月16日 - 1951年（昭和26年）9月11日 - 総理府・大蔵省奄美群島復興信用保証協会設立委員を務める。
- 1955年（昭和30年）1月27日 - 総理府奄美群島復興審会委員となる。
- 1958年（昭和33年）10月1日 - 総理府行政審議会委員となる。
- 1958年（昭和33年）12月25日 - 自治省奄美群島復興審議会委員となる。
- 1960年（昭和35年）12月25日 - 自治省奄美群島復興審議会委員となる。
- 1967年（昭和42年）4月29日 - 銀杯一組を賜わる。このとき、勲二等。
- 1972年（昭和47年）6月28日 - 紺綬褒章を賜わる。
- 1973年（昭和48年）4月28日 - 紺綬褒章に付する飾版を賜わる。
- 1983年（昭和58年）5月31日 - 死去。
第二東京弁護士会所属の弁護士でもあった。

## 栄典
- 1930年（昭和5年）12月5日 - 帝都復興記念章[2]
- 1940年（昭和15年）8月15日 - 紀元二千六百年祝典記念章[3]